# Guy (Alberta)
Pour les articles homonymes, voir Guy.
Guy est un hameau (hamlet) de Smoky River No 130, situé dans la province canadienne d'Alberta.